# 石楼镇 (北京市)
石楼镇，是中华人民共和国北京市房山區下辖的一个镇。

## 铁路运输
- 石楼站

## 行政区划
石楼镇下辖以下地区：
铁路社区、吉羊村、二站村、石楼村、双孝村、支楼村、杨驸马庄村、襄驸马庄村、大次洛村、坨头村、双柳树村、梨园店村和夏村。